# شاي الغزالين
شاي الغزالين (بالإنجليزية: Alghazaleen Tea)‏ علامة تجارية عريقة للشاي السيلاني مشهورة في الأردن وفلسطين و إيران و أفغانستان . يعبأ في سريلانكا (سيلان) من الإخوة أكبر Akbar brothers حيث يزرع الشاي في جبال سيلان المركزية.

## التسمية
يعود أصل التسمية إلى الشركة التجارية الفلسطينية أصحاب العلامة في الأردن التي قام بتأسيسها محمد الددو.